# Monestir de Santa Isabel (Lavern)
El Monestir de Santa Isabel és un edifici de Lavern, al municipi de Subirats (Alt Penedès). Era l'antiga rectoria de la parròquia de Sant Pere de Lavern, que es trobava abandonada quan el 1990 s'hi va establir la comunitat de germanes clarisses de clausura, procedents del Monestir de Santa Isabel de Sarrià (Barcelona), i que s'hi van estar fins al 2007, quan es van traslladar al monestir de Santa Clara de la ciutat d'Osca.
Actualment és una casa d'espiritualitat, anomenada Santa Maria de Lavern, regentada per la Fundació Canònica Santa Maria de Lavern, de la Diòcesi de Sant Feliu de Llobregat, que ofereix estades per a grups religiosos, exercicis espirituals, convivències i trobades.